# 東野観光
東野観光株式会社（とうやかんこう）は、かつて栃木県宇都宮市に存在した、東野交通傘下の旅行会社である。旅行業の他に那須ロープウェイの売店を担当していた時期もあった。2004年には東野交通より貸切バス事業を移管されたが、2013年に東野交通へ移管。設立当初からの事業である旅行事業も会社とともに2014年に東野交通に統合されて消滅した。

## 沿革
- 1960年5月26日 - 東野観光設立[1]
- 1965年12月 - タクシー部門の東野ハイヤーの営業開始[2]
- 1970年10月 - タクシー部門を東野タクシー株式会社（東野グループ系列外）へ売却[3]
- 2004年1月 - 東野交通より貸切バス事業と貸切バス44台を営業譲受[4]
- 2011年 - 茨城県の下妻営業所（貸切バス）を閉鎖[5]
- 2013年4月 - 貸切バス事業を東野交通へ移管[6]
- 2014年1月 - 東野交通に吸収合併[6]

## 拠点
特記以外の出典
- 大田原営業所 大田原市山の手2-15-1
- 烏山営業所 烏山町金井町2-4-26
- 氏家営業所 氏家町氏家2681
- 茂木営業所 茂木町坂井994-2
- ロープウェイ売店 那須町那須岳217[8]

### 東野交通への再統合後
2018年10月1日付で東野交通が関東自動車に吸収合併（経営統合）されたことに伴い、同日付で東野交通の観光事業を分離し、関東自動車の既存観光事業子会社である株式会社関東バス旅行社に統合され、関東ツアーサービス株式会社となった。

## 貸切車両
- 東野交通の貸切車両が移管されたほか、数台を新規導入したが、東野交通移管車と同一カラーであった。

## 関連会社
- 東野交通（親会社）